# Родіонов Михайло Кузьмич
Михайло Кузьмич Родіонов (10 липня 1937, село Мальцево, Курська область, Росія — 15 вересня 2022, місто Київ) — український політик. Член Ревізійної Комісії КПУ в 1986—1990 р. Народний депутат України у 2002—2006 р. Кандидат фізико-математичних наук (1971), професор.

## Біографія
У 1952—1956 роках — лаборант військової частини. У 1956—1959 роках — служба в Радянській армії.
У 1964 році закінчив Київський політехнічний інститут, інженер-електрик. Член КПРС.
У 1964—2002 роках — аспірант, інженер, старший інженер, асистент, доцент, заступник секретаря, секретар партійного бюро КПУ факультету, заступник секретаря, секретар партійного комітету КПУ інституту, доцент, проректор, професор Київського політехнічного інститут.
У 1991 році працював заступником завідувача відділу ЦК КПУ.
1971 року захистив кандидатську дисертацію. Підготував і читав лекції з курсів: для спеціалістів — «Діелектричні прилади і пристрої», «Оптоелектроніка та інтегральна оптика», «Квантова електроніка»; для магістрів — «Кристалофізика», «Елементний і структурний аналіз». Сфера наукових досліджень — оптична спектроскопія діелектричних та напівпровідникових матеріалів. Має понад 100 наукових та методичних статей, 10 свідоцтв про винаходи. Під його керівництвом захищено дві кандидатські дисертації, виконано та впроваджено 12 госпдоговірних науково-дослідних робіт, створено міжкафедральну навчально-наукову технологічну лабораторію факультету. Розробив технологію мікромеханічних терморезистивних сенсорів, одним з перших в Україні створив лазерну установку на рубіні, дослідив оптичні властивості кристалів КТР, залишкову поляризацію в діелектричних кристалах.
Перший заступник голови правління Благодійного фонду «Асоціація випускників Київського Політехнічного Інституту» 
Професор кафедри мікроелектроніки мікроелектроніки НТТУ «КПІ» ім. Ігоря Сікорського 

## Діяльність у Верховній Раді України 4 скликання
Був обраний по багатомандатному загальнодержавному округу, Комуністична партія України, порядковий номер у списку 49.
Дата набуття депутатських повноважень: 14 травня 2002 р.
Дата припинення депутатських повноважень: 25 травня 2006 р.
Член депутатської фракції Комуністичної партії України
Посади у Верховній Раді України:
- Голова підкомітету з питань інтелектуальної власності і інформатизації Комітету Верховної Ради України з питань науки і освіти;
- Член Тимчасової спеціальної комісії Верховної Ради України з питань майбутнього (03.04.2003 — 25.05.2006);
- Член Тимчасової слідчої комісії Верховної Ради України з питань розслідування причин незадовільного стану системи державних закупівель та перевірки фактів можливого зловживання службовим становищем посадових осіб, інших пов'язаних з цим питань (24.12.2004 — 25.05.2006);
- Член Тимчасової слідчої комісії Верховної Ради України з питань перевірки дотримання конституційних прав і свобод людини і громадянина (21.04.2005 — 25.05.2006).

Участь у міжпарламентській діяльності:
- Член Постійної делегації в Парламентській асамблеї ГУАМ"
- Заступник керівника групи з міжпарламентських зв'язків з Республікою Молдова
- Член групи з міжпарламентських зв'язків з Австрійською Республікою
- Член групи з міжпарламентських зв'язків з Російською Федерацією
- Член групи з міжпарламентських зв'язків з Республікою Білорусь

Родіоновим М. К. як суб'єктом права законодавчої ініціативи було подано 17 законопроєктів (три стали чинними актами) та 19 постанов Верховної Ради України (12 стали чинними актами).

## Нагородження
Нагороджений орденами Трудового Червоного Прапора, Дружби народів, медалями «За освоєння цілинних земель», «В пам'ять 1500-річчя Києва», «Ветеран праці», знаком «Відмінник освіти України».